# Millerola
Millerola es un lugar del municipio español de Picasent, perteneciente a la provincia de Valencia, en la Comunidad Valenciana.

## Toponimia
El lugar puede aparecer referido como «Millerola», «Miñerola», «Minyerola», «Minerola», «Niñerola» y «Ninyerola».

## Historia
Hacia mediados del siglo XIX, el lugar, ya por entonces perteneciente a Picasent, tenía contabilizada una población de cuarenta habitantes. Aparece descrito en el duodécimo volumen del Diccionario geográfico-estadístico-histórico de España y sus posesiones de Ultramar de Pascual Madoz con las siguientes palabras:

NIÑEROLA: ald. con alc. p. de la prov. de Valencia, part. jud. de Torrente, térm. jurisd. de Picasent. sit. en la orilla izq. del barranco de este nombre, á la dist. de dos horas N. O. de su matriz; comprende 5 casas, de las cuales hay cuatro juntas y una á 1/2 cuarto del mismo. Las cercanías de la ald. son de yeso que se beneficia y consume en la cap. y otros pueblos: las canteras estan cubiertas de 6 pies de tierra rojiza y algo gredosa; las orientales son de yeso melado, duro, medio trasparente que se labra con facilidad y admite pulimento, aunque no tan permanente como el mármol; de ellas sacaron las piedras para formar las estatuas y demas adornos que existen en Valencia en la fachada de la casa del marqués de Dos-aguas. De lo alto de un cerro muy inmediato á la ald. se desprende el agua, que cayendo en el cauce del barranco, sirve para regar la poca huerta que cultivan los aldeanos y la restante del térm. de Picasent. prod.: trigo, maiz, vino, aceite, algarrobas, legumbres y verduras. pobl.: 8 vec., 40 alm.
(Madoz, 1849, p. 164)